# Ligue A 2014/2015 (damer)
Ligue A 2014-2015 i volleyboll för damer spelades mellan 24 oktober 2015 och 9 maj 2016. Det var den 74:e upplagan av turneringen (som utser de franska mästarna) och 12 klubblag deltog. RC Cannes vann tävlingen för 20:e gången genom att besegra Entente Sportive Le Cannet-Rocheville i finalen. Det var RC Cannes sista titel i den långa segersviten, som började säsongen 1997/1998. Vannes VB och AS Saint-Raphaël Var Volley-Ball åkte ur serien. Élisabeth Fedele var främsta poängvinnare med 472 poäng.

## Regelverk

### Format
Serien bestod av gruppspel följt av cupspel bland de bäst placerade lagen för att utse den franska mästaren.
- I gruppspelet mötte alla lag varandra både hemma och borta.
- De åtta bäst kvalificerade gick vidare till slutspel.
- Alla möten i slutspelet spelade i bäst av tre matcher, förutom finalen som spelades i en direkt avgörande match.
- De två sist placerade lagen åker ur serie och får spela i Élite följande säsong.

### Rankningskriterier
Om slutresultatet blev 3-0 eller 3-1 tilldelades 3 poäng till det vinnande laget och 0 till det förlorande laget, om slutresultatet blev 3-2 tilldelades 2 poäng till det vinnande laget och 1 till det förlorande laget. 
Rankningsordningen i serien definierades utifrån:
- Poäng
- Antal vunna matcher
- Kvot vunna / förlorade set
- Kvot vunna / förlorade poäng.

## Deltagande lag
| Klubb                                 | Stad          | Hemmaarena                    | Föregående säsong                                 |
| ------------------------------------- | ------------- | ----------------------------- | ------------------------------------------------- |
| Béziers Volley                        | Béziers       | Halle Four à Chaux            | 2:a i Ligue A; Semifinaler i slutspelet           |
| RC Cannes                             | Cannes        | Palais des Victoires          | 1:a i Ligue A; Franska mästare                    |
| Istres Ouest Provence VB              | Istres        | Halle Polyvalente             | 8:a i Ligue A; Kvartsfinaler i slutspelet         |
| Entente Sportive Le Cannet-Rocheville | Le Cannet     | Gymnase Maillan               | 4:a i Ligue A; Semifinaler i slutspelet           |
| ASPTT Mulhouse                        | Mulhouse      | Palais des Sports             | 6:a i Ligue A; Kvartsfinaler i slutspelet         |
| VB Nantes                             | Nantes        | Salle Saint Joseph II         | 3:a i Ligue A; Final i slutspelet                 |
| Saint-Cloud Paris Stade Français      | Paris         | Gymnase Geo André             | 5:a i Ligue A; Kvartsfinaler i slutspelet         |
| AS Saint-Raphaël Var Volley-Ball      | Saint-Raphaël | Salle Pierre Clere            | 2:a i Élite (grupp B) Final play-off promozione   |
| Terville FOC                          | Terville      | Gymnase Municipal de Florange | 9:a i Ligue A                                     |
| Hainaut Volley                        | Valenciennes  | Salle du Hainaut              | 10:a i Ligue A                                    |
| Vannes VB                             | Vannes        | Salle Omnisports de Kercado   | 1:a i Élite (grupp D) Vinnare uppflyttningsspelet |
| Pays d'Aix Venelles VB                | Venelles      | Halle des Sports              | 7:a i Ligue A; Kvartsfinaler i slutspelet         |

## Turneringen

### Grundserien

#### Resultat
| Första omgången |                        |     |                                   |
|                 |                        |     |                                   |
| 24-10           | Vannes-Istres          | 2-3 | 16-25, 25-23, 25-17, 20-25, 14-16 |
| 24-10           | Saint-Raphaël-Nantes   | 0-3 | 14-25, 19-25, 15-25               |
| 24-10           | Terville-Venelles      | 3-1 | 19-25, 25-17, 25-21, 25-16        |
| 25-10           | Le Cannet-Valenciennes | 3-0 | 25-21, 25-22, 25-23               |
| 25-10           | Cannes-Stade Français  | 3-1 | 25-21, 25-23, 22-25, 25-20        |
| 25-10           | Béziers-Mulhouse       | 0-3 | 16-25, 27-29, 22-25               |

| Andra omgången |                         |     |                            |
|                |                         |     |                            |
| 31-10          | Mulhouse-Vannes         | 3-0 | 25-17, 25-14, 25-18        |
| 01-11          | Valenciennes-Béziers    | 0-3 | 21-25, 18-25, 20-25        |
| 01-11          | Stade Français-Venelles | 3-0 | 25-18, 25-20, 25-13        |
| 01-11          | Terville-Saint-Raphaël  | 1-3 | 25-27, 25-23, 22-25, 22-25 |
| 31-10          | Cannes-Le Cannet        | 3-0 | 25-17, 25-15, 25-23        |
| 03-11          | Istres-Nantes           | 0-3 | 21-25, 9-25, 19-25         |

| Tredje omgången |                            |     |                                   |
|                 |                            |     |                                   |
| 07-11           | Béziers-Istres             | 3-0 | 25-17, 25-16, 25-16               |
| 08-11           | Le Cannet-Terville         | 3-0 | 25-23, 25-15, 25-8                |
| 08-11           | Saint-Raphaël-Valenciennes | 3-2 | 21-25, 25-12, 25-13, 21-25, 15-11 |
| 08-11           | Venelles-Mulhouse          | 2-3 | 16-25, 25-22, 25-22, 11-25, 7-15  |
| 08-11           | Nantes-Cannes              | 3-2 | 20-25, 25-23, 21-25, 25-16, 15-13 |
| 10-11           | Vannes-Stade Français      | 1-3 | 16-25, 25-23, 22-25, 19-25        |

| Fjärde omgången |                              |     |                                   |
|                 |                              |     |                                   |
| 16-11           | Istres-Terville              | 2-3 | 21-25, 25-16, 25-15, 22-25, 13-15 |
| 15-11           | Stade Français-Saint-Raphaël | 3-0 | 25-23, 25-21, 25-15               |
| 15-11           | Mulhouse-Le Cannet           | 1-3 | 20-25, 19-25, 25-23, 22-25        |
| 15-11           | Valenciennes-Nantes          | 1-3 | 24-26, 25-21, 18-25, 11-25        |
| 15-11           | Venelles-Vannes              | 2-3 | 23-25, 18-25, 25-14, 25-23, 11-15 |
| 15-11           | Cannes-Béziers               | 3-1 | 23-25, 25-19, 25-14, 25-18        |

| Femte omgången |                        |     |                                   |
|                |                        |     |                                   |
| 22-11          | Le Cannet-Venelles     | 3-2 | 25-16, 28-30, 28-26, 19-25, 15-7  |
| 22-11          | Nantes-Mulhouse        | 3-2 | 25-19, 25-12, 23-25, 19-25, 15-10 |
| 22-11          | Béziers-Stade Français | 3-1 | 19-25, 25-20, 25-18, 25-22        |
| 21-11          | Saint-Raphaël-Cannes   | 0-3 | 22-25, 14-25, 24-26               |
| 22-11          | Terville-Vannes        | 1-3 | 21-25, 26-28, 25-22, 20-25        |
| 22-11          | Valenciennes-Istres    | 2-3 | 20-25, 21-25, 25-21, 25-21, 13-15 |

| Sjätte omgången |                          |     |                                  |
|                 |                          |     |                                  |
| 29-11           | Istres-Saint-Raphaël     | 3-0 | 25-20, 25-23, 25-22              |
| 29-11           | Cannes-Valenciennes      | 3-0 | 25-17, 25-23, 25-8               |
| 29-11           | Stade Français-Le Cannet | 1-3 | 25-13, 24-26, 15-25, 22-25       |
| 29-11           | Vannes-Nantes            | 3-2 | 16-25, 25-19, 18-25, 28-26, 15-7 |
| 29-11           | Venelles-Béziers         | 3-2 | 25-21, 23-25, 25-23, 21-25, 15-9 |
| 01-12           | Mulhouse-Terville        | 3-0 | 27-25, 25-17, 28-26              |

| Sjunde omgången |                        |     |                            |
|                 |                        |     |                            |
| 05-12           | Le Cannet-Vannes       | 3-0 | 25-12, 25-7, 25-16         |
| 06-12           | Béziers-Terville       | 3-1 | 25-19, 25-27, 25-17, 25-18 |
| 05-12           | Cannes-Istres          | 3-0 | 25-18, 25-23, 25-18        |
| 06-12           | Nantes-Stade Français  | 3-0 | 25-18, 25-22, 25-23        |
| 06-12           | Valenciennes-Mulhouse  | 0-3 | 12-25, 23-25, 23-25        |
| 06-12           | Saint-Raphaël-Venelles | 1-3 | 22-25, 25-22, 19-25, 23-25 |

| Åttonde omgången |                             |     |                                   |
|                  |                             |     |                                   |
| 12-12            | Stade Français-Valenciennes | 3-1 | 25-22, 21-25, 25-17, 25-13        |
| 13-12            | Le Cannet-Saint-Raphaël     | 3-0 | 25-18, 25-13, 25-14               |
| 13-12            | Mulhouse-Istres             | 3-0 | 25-17, 25-21, 25-15               |
| 13-12            | Vannes-Béziers              | 1-3 | 9-25, 25-20, 16-25, 15-25         |
| 13-12            | Venelles-Nantes             | 2-3 | 23-25, 25-15, 13-25, 25-23, 11-15 |
| 15-12            | Terville-Cannes             | 0-3 | 17-25, 16-25, 23-25               |

| Nionde omgången |                       |     |                            |
|                 |                       |     |                            |
| 19-12           | Saint-Raphaël-Vannes  | 1-3 | 25-22, 19-25, 11-25, 19-25 |
| 20-12           | Valenciennes-Venelles | 1-3 | 25-22, 20-25, 21-25, 24-26 |
| 20-12           | Istres-Stade Français | 0-3 | 13-25, 18-25, 18-25        |
| 20-12           | Nantes-Terville       | 3-0 | 25-15, 25-19, 25-21        |
| 20-12           | Cannes-Mulhouse       | 3-0 | 25-16, 25-19, 25-19        |
| 20-12           | Béziers-Le Cannet     | 1-3 | 15-25, 23-25, 25-21, 21-25 |

| Tionde omgången |                         |     |                                   |
|                 |                         |     |                                   |
| 03-01           | Le Cannet-Nantes        | 3-2 | 25-22, 25-23, 23-25, 23-25, 16-14 |
| 03-01           | Mulhouse-Stade Français | 0-3 | 19-25, 21-25, 18-25               |
| 03-01           | Saint-Raphaël-Béziers   | 0-3 | 22-25, 20-25, 28-30               |
| 03-01           | Terville-Valenciennes   | 3-0 | 25-19, 25-13, 25-19               |
| 03-01           | Vannes-Cannes           | 1-3 | 22-25, 27-25, 16-25, 19-25        |
| 03-01           | Venelles-Istres         | 3-1 | 25-20, 24-26, 25-22, 25-17        |

| Elfte omgången |                         |     |                                   |
|                |                         |     |                                   |
| 10-01          | Cannes-Venelles         | 3-1 | 25-10, 25-13, 24-26, 25-19        |
| 10-01          | Béziers-Nantes          | 3-1 | 25-17, 9-25, 25-21, 25-21         |
| 10-01          | Istres-Le Cannet        | 0-3 | 24-26, 24-26, 19-25               |
| 21-01          | Mulhouse-Saint-Raphaël  | 3-0 | 25-21, 25-20, 25-14               |
| 10-01          | Valenciennes-Vannes     | 3-2 | 25-23, 18-25, 25-27, 25-19, 15-05 |
| 10-01          | Stade Français-Terville | 3-1 | 25-23, 25-22, 23-25, 25-22        |

| Tolfte omgången |                              |     |                            |
|                 |                              |     |                            |
| 16-01           | Terville-Istres              | 3-1 | 20-25, 25-18, 25-16, 25-22 |
| 17-01           | Béziers-Venelles             | 1-3 | 19-25, 25-21, 23-25, 20-25 |
| 17-01           | Le Cannet-Cannes             | 1-3 | 25-17, 13-25, 28-30, 23-25 |
| 17-01           | Nantes-Valenciennes          | 3-0 | 25-14, 25-18, 25-22        |
| 17-01           | Vannes-Mulhouse              | 0-3 | 25-27, 20-25, 20-25        |
| 17-01           | Saint-Raphaël-Stade Français | 0-3 | 18-25, 23-25, 18-25        |

| Trettonde omgången |                        |     |                            |
|                    |                        |     |                            |
| 24-01              | Stade Français-Vannes  | 3-0 | 25-15, 25-19, 25-21        |
| 24-01              | Istres-Cannes          | 0-3 | 13-25, 18-25, 16-25        |
| 24-01              | Mulhouse-Béziers       | 1-3 | 19-25, 11-25, 25-19, 24-26 |
| 24-01              | Nantes-Saint-Raphaël   | 3-0 | 27-25, 26-24, 25-22        |
| 24-01              | Valenciennes-Le Cannet | 1-3 | 26-24, 15-25, 23-25, 15-25 |
| 24-01              | Venelles-Terville      | 3-1 | 25-12, 25-19, 19-25, 25-18 |

| Fjortonde omgången |                          |     |                            |
|                    |                          |     |                            |
| 30-01              | Istres-Mulhouse          | 3-1 | 25-20, 16-25, 25-20, 26-24 |
| 30-01              | Le Cannet-Stade Français | 3-1 | 20-25, 25-16, 25-21, 25-20 |
| 31-01              | Terville-Béziers         | 1-3 | 20-25, 16-25, 25-20, 21-25 |
| 31-01              | Vannes-Saint-Raphaël     | 3-1 | 25-11, 25-16, 19-25, 25-17 |
| 31-01              | Venelles-Valenciennes    | 1-3 | 25-21, 21-25, 29-31, 24-26 |
| 01-02              | Cannes-Nantes            | 3-1 | 25-13, 25-23, 22-25, 25-19 |

| Femtonde omgången |                        |     |                            |
|                   |                        |     |                            |
| 06-02             | Nantes-Venelles        | 3-1 | 27-29, 25-17, 25-18, 26-24 |
| 07-02             | Saint-Raphaël-Terville | 3-0 | 25-14, 25-19, 25-20        |
| 06-02             | Mulhouse-Valenciennes  | 3-0 | 25-14, 25-17, 25-15        |
| 07-02             | Vannes-Le Cannet       | 3-1 | 22-25, 25-22, 25-23, 25-18 |
| 07-02             | Béziers-Cannes         | 0-3 | 18-25, 24-26, 9-25         |
| 07-02             | Stade Français-Istres  | 3-0 | 25-18, 25-11, 25-14        |

| Sextonde omgången |                         |     |                                   |
|                   |                         |     |                                   |
| 13-02             | Venelles-Saint-Raphaël  | 3-0 | 25-16, 25-18, 25-16               |
| 14-02             | Terville-Stade Français | 2-3 | 14-25, 14-25, 25-23, 25-23, 13-15 |
| 14-02             | Istres-Vannes           | 3-1 | 25-20, 17-25, 27-25, 25-23        |
| 14-02             | Le Cannet-Mulhouse      | 3-0 | 25-23, 26-24, 25-23               |
| 14-02             | Nantes-Béziers          | 2-3 | 25-17, 25-19, 21-25, 16-25, 8-15  |
| 14-02             | Valenciennes-Cannes     | 0-3 | 18-25, 16-25, 22-25               |

| Sjuttonde omgången |                         |     |                                  |
|                    |                         |     |                                  |
| 21-02              | Vannes-Valenciennes     | 1-3 | 23-25, 14-25, 25-22, 20-25       |
| 21-02              | Cannes-Terville         | 3-0 | 25-14, 25-20, 25-12              |
| 21-02              | Istres-Béziers          | 0-3 | 22-25, 17-25, 22-25              |
| 21-02              | Mulhouse-Venelles       | 3-2 | 24-26, 23-25, 26-24, 25-19, 15-5 |
| 22-02              | Stade Français-Nantes   | 3-0 | 25-19, 25-15, 25-20              |
| 20-02              | Saint-Raphaël-Le Cannet | 0-3 | 7-25, 14-25, 20-25               |

| Artonde omgången |                             |     |                            |
|                  |                             |     |                            |
| 28-02            | Béziers-Saint-Raphaël       | 3-1 | 13-25, 25-18, 25-22, 25-16 |
| 28-02            | Le Cannet-Istres            | 3-0 | 25-20, 25-18, 25-23        |
| 28-02            | Nantes-Vannes               | 3-1 | 21-25, 28-26, 25-20, 25-14 |
| 28-02            | Valenciennes-Stade Français | 0-3 | 21-25, 17-25, 20-25        |
| 28-02            | Terville-Mulhouse           | 0-3 | 21-25, 24-26, 21-25        |
| 28-02            | Venelles-Cannes             | 0-3 | 18-25, 19-25, 18-25        |

| Nittonde omgången |                        |     |                                   |
|                   |                        |     |                                   |
| 06-03             | Vannes-Venelles        | 0-3 | 15-25, 22-25, 16-25               |
| 07-03             | Istres-Valenciennes    | 3-0 | 25-18, 25-21, 25-22               |
| 07-03             | Cannes-Saint-Raphaël   | 3-0 | 25-17, 25-22, 25-7                |
| 07-03             | Mulhouse-Nantes        | 3-2 | 25-17, 22-25, 20-25, 26-24, 15-11 |
| 07-03             | Stade Français-Béziers | 3-2 | 24-26, 25-23, 25-19, 23-25, 15-9  |
| 07-03             | Terville-Le Cannet     | 2-3 | 25-22, 25-17, 19-25, 18-25, 8-15  |

| Tjugonde omgången |                         |     |                                   |
|                   |                         |     |                                   |
| 13-03             | Valenciennes-Terville   | 3-0 | 25-20, 25-23, 25-19               |
| 14-03             | Venelles-Stade Français | 0-3 | 20-25, 22-25, 20-25               |
| 14-03             | Béziers-Vannes          | 3-1 | 25-27, 25-13, 25-21, 25-20        |
| 14-03             | Mulhouse-Cannes         | 0-3 | 19-25, 19-25, 10-25               |
| 14-03             | Saint-Raphaël-Istres    | 1-3 | 18-25, 19-25, 25-23, 23-25        |
| 16-03             | Nantes-Le Cannet        | 3-2 | 25-17, 25-22, 22-25, 20-25, 15-11 |

| Tjugoförsta omgången |                            |     |                                   |
|                      |                            |     |                                   |
| 28-03                | Terville-Nantes            | 3-2 | 23-25, 16-25, 26-24, 25-19, 15-11 |
| 28-03                | Cannes-Vannes              | 3-0 | 25-15, 25-16, 25-12               |
| 28-03                | Istres-Venelles            | 2-3 | 25-21, 19-25, 25-23, 17-25, 11-15 |
| 28-03                | Valenciennes-Saint-Raphaël | 3-0 | 26-24, 25-18, 25-14               |
| 28-03                | Stade Français-Mulhouse    | 2-3 | 25-21, 16-25, 23-25, 25-12, 12-15 |
| 28-03                | Le Cannet-Béziers          | 3-1 | 25-18, 25-18, 17-25, 25-12        |

| Tjugoandra omgången |                        |     |                                  |
|                     |                        |     |                                  |
| 04-04               | Béziers-Valenciennes   | 2-3 | 25-14, 24-26, 25-18, 21-25, 9-15 |
| 04-04               | Nantes-Istres          | 3-1 | 21-25, 25-20, 25-21, 25-13       |
| 04-04               | Stade Français-Cannes  | 1-3 | 29-31, 25-23, 19-25, 22-25       |
| 04-04               | Saint-Raphaël-Mulhouse | 0-3 | 11-25, 18-25, 23-25              |
| 04-04               | Vannes-Terville        | 1-3 | 25-13, 22-25, 18-25, 20-25       |
| 04-04               | Venelles-Le Cannet     | 3-1 | 7-25, 25-19, 25-15, 26-24        |

#### Sluttabell
| Pos. | Lag                                   | Pt | M  | V  | F  | SV | SF | Kvot  | PV    | PF    | Kvot  |
| ---- | ------------------------------------- | -- | -- | -- | -- | -- | -- | ----- | ----- | ----- | ----- |
| 1.   | RC Cannes                             | 64 | 22 | 21 | 1  | 65 | 10 | 6.500 | 1 846 | 1 411 | 1.308 |
| 2.   | Entente Sportive Le Cannet-Rocheville | 49 | 22 | 17 | 5  | 56 | 27 | 2.074 | 1 918 | 1 688 | 1.136 |
| 3.   | Saint-Cloud Paris Stade Français      | 44 | 22 | 15 | 7  | 52 | 28 | 1.857 | 1 866 | 1 644 | 1.135 |
| 4.   | VB Nantes                             | 43 | 22 | 14 | 8  | 54 | 36 | 1.500 | 2 001 | 1 844 | 1.085 |
| 5.   | Béziers Volley                        | 41 | 22 | 13 | 9  | 49 | 37 | 1.324 | 1 902 | 1 828 | 1.040 |
| 6.   | ASPTT Mulhouse                        | 39 | 22 | 14 | 8  | 47 | 32 | 1.468 | 1 765 | 1 656 | 1.065 |
| 7.   | Pays d'Aix Venelles VB                | 33 | 22 | 10 | 12 | 44 | 46 | 0.956 | 1 923 | 1 977 | 0.972 |
| 8.   | Istres Ouest Provence VB              | 21 | 22 | 7  | 15 | 28 | 52 | 0.538 | 1 633 | 1 844 | 0.885 |
| 9.   | Terville FOC                          | 18 | 22 | 6  | 16 | 28 | 55 | 0.509 | 1 706 | 1 914 | 0.891 |
| 10.  | Hainaut Volley                        | 18 | 22 | 6  | 16 | 26 | 54 | 0.481 | 1 628 | 1 856 | 0.877 |
| 11.  | Vannes VB                             | 17 | 22 | 6  | 16 | 30 | 56 | 0.535 | 1 748 | 1 964 | 0.890 |
| 12.  | AS Saint-Raphaël Var Volley-Ball      | 8  | 22 | 3  | 19 | 14 | 60 | 0.233 | 1 457 | 1 767 | 0.824 |

| Kvalificerade för slutspel | Nedflyttade till Élite |

### Slutspel

#### Spelschema
|  | Kvartsfinaler | Kvartsfinaler                         | Kvartsfinaler | Kvartsfinaler                         | Kvartsfinaler |   |           | Semifinaler                           | Semifinaler | Semifinaler | Semifinaler | Semifinaler |  |  | Final | Final | Final |  |
|  |               |                                       |               |                                       |               |   |           |                                       |             |             |             |             |  |  |       |       |       |  |
|  | 1             | RC Cannes                             | 3             | 3                                     |               |   |           |                                       |             |             |             |             |  |  |       |       |       |  |
|  | 1             | RC Cannes                             | 3             | 3                                     |               |   |           |                                       |             |             |             |             |  |  |       |       |       |  |
|  | 8             | Istres Ouest Provence VB              | 0             | 1                                     |               |   |           |                                       |             |             |             |             |  |  |       |       |       |  |
|  | 8             | Istres Ouest Provence VB              | 0             | 1                                     |               | 1 | RC Cannes | 3                                     | 3           |             |             |             |  |  |       |       |       |  |
|  |               |                                       |               |                                       |               | 1 | RC Cannes | 3                                     | 3           |             |             |             |  |  |       |       |       |  |
|  |               |                                       | 5             | Béziers Volley                        | 1             | 1 |           |                                       |             |             |             |             |  |  |       |       |       |  |
|  | 4             | VB Nantes                             | 5             | Béziers Volley                        | 1             | 1 | 3         | 1                                     | 0           |             |             |             |  |  |       |       |       |  |
|  | 4             | VB Nantes                             |               |                                       |               |   |           |                                       |             |             |             |             |  |  |       |       |       |  |
|  | 5             | Béziers Volley                        | 1             | 3                                     | 3             |   |           |                                       |             |             |             |             |  |  |       |       |       |  |
|  | 5             | Béziers Volley                        | 1             | 3                                     | 3             |   | 1         | RC Cannes                             | 3           |             |             |             |  |  |       |       |       |  |
|  |               |                                       |               |                                       |               |   |           |                                       |             |             |             |             |  |  |       |       |       |  |
|  |               |                                       | 2             | Entente Sportive Le Cannet-Rocheville | 2             |   |           |                                       |             |             |             |             |  |  |       |       |       |  |
|  | 2             | Entente Sportive Le Cannet-Rocheville | 2             | Entente Sportive Le Cannet-Rocheville | 2             | 2 | 3         | 3                                     |             |             |             |             |  |  |       |       |       |  |
|  | 2             | Entente Sportive Le Cannet-Rocheville |               |                                       |               |   |           | 3                                     |             |             |             |             |  |  |       |       |       |  |
|  | 7             | Pays d'Aix Venelles VB                | 3             | 1                                     | 0             |   |           |                                       |             |             |             |             |  |  |       |       |       |  |
|  | 7             | Pays d'Aix Venelles VB                | 3             | 1                                     | 0             |   | 2         | Entente Sportive Le Cannet-Rocheville | 3           | 0           | 3           |             |  |  |       |       |       |  |
|  |               |                                       |               |                                       |               |   | 2         | Entente Sportive Le Cannet-Rocheville | 3           | 0           | 3           |             |  |  |       |       |       |  |
|  |               |                                       | 3             | Saint-Cloud Paris Stade Français      | 2             | 3 | 2         |                                       |             |             |             |             |  |  |       |       |       |  |
|  | 3             | Saint-Cloud Paris Stade Français      | 3             | Saint-Cloud Paris Stade Français      | 2             | 3 | 2         | 3                                     | 3           |             |             |             |  |  |       |       |       |  |
|  | 3             | Saint-Cloud Paris Stade Français      |               |                                       |               |   |           |                                       |             |             |             |             |  |  |       |       |       |  |
|  | 6             | ASPTT Mulhouse                        | 0             | 0                                     |               |   |           |                                       |             |             |             |             |  |  |       |       |       |  |

#### Resultat
| Kvartsfinaler |                         |     |                                   |
|               |                         |     |                                   |
| 10-04         | Cannes-Istres           | 3-0 | 25-16, 25-22, 25-19               |
| 10-04         | Nantes-Béziers          | 3-1 | 25-23, 25-20, 14-25, 29-27        |
| 11-04         | Stade Français-Mulhouse | 3-0 | 25-21, 25-19, 25-20               |
| 11-04         | Le Cannet-Venelles      | 2-3 | 25-23, 19-25, 25-22, 20-25, 13-15 |

| 14-04 | Istres-Cannes           | 1-3 | 25-23, 18-25, 29-31, 14-25 |
| 14-04 | Béziers-Nantes          | 3-1 | 25-19, 22-25, 25-21, 25-22 |
| 15-04 | Mulhouse-Stade Français | 0-3 | 15-25, 22-25, 19-25        |
| 15-04 | Venelles-Le Cannet      | 1-3 | 18-25, 25-23, 9-25, 14-25  |

| 17-04 | Nantes-Béziers     | 0-3 | 22-25, 18-25, 15-25 |
| 18-04 | Le Cannet-Venelles | 3-0 | 25-18, 25-20, 26-24 |

| Semifinaler |                          |     |                                   |
|             |                          |     |                                   |
| 24-04       | Cannes-Béziers           | 3-1 | 25-23, 25-21, 20-25, 25-17        |
| 25-04       | Le Cannet-Stade Français | 3-2 | 25-14, 26-28, 21-25, 25-19, 15-12 |

| 28-04 | Béziers-Cannes           | 1-3 | 21-25, 22-25, 25-20, 15-25 |
| 29-04 | Stade Français-Le Cannet | 3-0 | 25-22, 26-24, 25-20        |

| 02-05 | Le Cannet-Stade Français | 3-2 | 25-19, 21-25, 23-25, 25-16, 15-12 |

| Final |                  |     |                                   |
|       |                  |     |                                   |
| 09-05 | Le Cannet-Cannes | 2-3 | 25-23, 25-21, 16-25, 23-25, 10-15 |

## Resultat för deltagande i andra turneringar
| Lag                                   | Turnering                    |
| ------------------------------------- | ---------------------------- |
| RC Cannes                             | Champions League 2015-16     |
| Entente Sportive Le Cannet-Rocheville | CEV Champions League 2015-16 |
| Saint-Cloud Paris Stade Français      | CEV Cup 2015-16              |
| VB Nantes                             | CEV Cup 2015-16              |
| Béziers Volley                        | CEV Challenge Cup 2015-16    |
| Vannes VB                             | Élite 2015/16                |
| AS Saint-Raphaël Var Volley-Ball      | Élite 2015/16                |

## Individuella utmärkelser
| Utmärkelse              | Namn              | Lag                                   |
| ----------------------- | ----------------- | ------------------------------------- |
| Mest värdefulla spelare | Myriam Kloster    | Entente Sportive Le Cannet-Rocheville |
| Bästa passare           | Mareen Apitz      | RC Cannes                             |
| Bästa högerspiker       | Hélène Schleck    | Béziers Volley                        |
| Bästa vänsterspiker     | Élisabeth Fedele  | Entente Sportive Le Cannet-Rocheville |
| Bästa center            | Myriam Kloster    | Entente Sportive Le Cannet-Rocheville |
| Bästa libero            | Nicole Davis      | Entente Sportive Le Cannet-Rocheville |
| Bästa tränare           | Riccardo Marchesi | Entente Sportive Le Cannet-Rocheville |

## Statistik
| Vunna poäng | Vunna poäng       | Vunna poäng | Vunna poäng                           |
| Pos.        | Namn              | Poäng       | Lag                                   |
| ----------- | ----------------- | ----------- | ------------------------------------- |
| 1           | Élisabeth Fedele  | 472         | Entente Sportive Le Cannet-Rocheville |
| 2           | Ariel Turner      | 444         | VB Nantes                             |
| 3           | Nina Coolman      | 416         | Saint-Cloud Paris Stade Français      |
| 4           | Tatjana Bokan     | 392         | ASPTT Mulhouse                        |
| 5           | Hélène Schleck    | 361         | Béziers Volley                        |
| 6           | Soňa Mikysková    | 353         | Pays d'Aix Venelles VB                |
| 6           | Cassidy Lichtman  | 353         | Entente Sportive Le Cannet-Rocheville |
| 8           | Esther van Berkel | 343         | Saint-Cloud Paris Stade Français      |
| 9           | Polina Bratuhhina | 335         | Terville FOC                          |
| 10          | Ksenija Ivanović  | 326         | Hainaut Volley                        |
| 10          | Lisa Henning      | 326         | Istres Ouest Provence VB              |

| Vunna attacker | Vunna attacker    | Vunna attacker | Vunna attacker                        |
| Pos.           | Namn              | Poäng          | Lag                                   |
| -------------- | ----------------- | -------------- | ------------------------------------- |
| 1              | Élisabeth Fedele  | 392            | Entente Sportive Le Cannet-Rocheville |
| 2              | Ariel Turner      | 363            | VB Nantes                             |
| 3              | Tatjana Bokan     | 328            | ASPTT Mulhouse                        |
| 4              | Nina Coolman      | 326            | Saint-Cloud Paris Stade Français      |
| 5              | Soňa Mikysková    | 311            | Pays d'Aix Venelles VB                |
| 6              | Hélène Schleck    | 306            | Béziers Volley                        |
| 7              | Esther van Berkel | 304            | Saint-Cloud Paris Stade Français      |
| 8              | Cassidy Lichtman  | 296            | Entente Sportive Le Cannet-Rocheville |
| 9              | Polina Bratuhhina | 292            | Terville FOC                          |
| 10             | Lisa Henning      | 278            | Istres Ouest Provence VB              |

| Vunna block | Vunna block     | Vunna block | Vunna block                           |
| Pos.        | Namn            | Poäng       | Lag                                   |
| ----------- | --------------- | ----------- | ------------------------------------- |
| 1           | Myriam Kloster  | 124         | Entente Sportive Le Cannet-Rocheville |
| 2           | Angelina Bland  | 87          | VB Nantes                             |
| 3           | Maud Catry      | 73          | Saint-Cloud Paris Stade Français      |
| 4           | Sara Hutinski   | 63          | Pays d'Aix Venelles VB                |
| 5           | Ol'ha Trač      | 58          | ASPTT Mulhouse                        |
| 6           | Kathleen Slay   | 57          | Vannes VB                             |
| 7           | Rebecca Pavan   | 56          | Béziers Volley                        |
| 8           | Ariel Turner    | 55          | VB Nantes                             |
| 9           | Pavla Duspivová | 54          | Terville FOC                          |
| 10          | Grace Carter    | 53          | Saint-Cloud Paris Stade Français      |

| Serveess | Serveess         | Serveess | Serveess                              |
| Pos.     | Namn             | Poäng    | Lag                                   |
| -------- | ---------------- | -------- | ------------------------------------- |
| 1        | Nina Coolman     | 59       | Saint-Cloud Paris Stade Français      |
| 2        | Stephanie Niemer | 42       | Béziers Volley                        |
| 3        | Rebecca Pavan    | 41       | ASPTT Mulhouse                        |
| 4        | Bianca Rowland   | 38       | Vannes VB                             |
| 5        | Sara Hutinski    | 37       | Pays d'Aix Venelles VB                |
| 6        | Bernarda Brčić   | 35       | Entente Sportive Le Cannet-Rocheville |
| 7        | Karmen Kočar     | 34       | Saint-Cloud Paris Stade Français      |
| 7        | Élisabeth Fedele | 34       | Entente Sportive Le Cannet-Rocheville |
| 9        | Myriam Kloster   | 33       | Entente Sportive Le Cannet-Rocheville |
| 10       | Cassidy Lichtman | 31       | Entente Sportive Le Cannet-Rocheville |

Omfattar enbart grundserien.